# Die Hard 4.0 – Legdrágább az életed
A Die Hard 4.0 – Legdrágább az életed (Live Free or Die Hard, Észak-Amerikán kívül Die Hard 4.0) egy 2007-es amerikai–brit akciófilm, a Die Hard-sorozat negyedik része. A főszerepben Bruce Willis látható mint John McClane, az előző három rész főhőse. A film közel 18 évvel az első rész után játszódik, s ezúttal McClane-nek internet-terroristákkal kell szembeszállnia.
A Die Hard 4.0 a világ számos országában egyszerre került a mozikba, 2007. június 27-én, köztük Magyarországon is.

## Szereplők
| Szereplő                              | Színész                 | Magyar hang     |
| ------------------------------------- | ----------------------- | --------------- |
| John McClane                          | Bruce Willis            | Dörner György   |
| Matt Farrell                          | Justin Long             | Dányi Krisztián |
| Thomas Gabriel                        | Timothy Olyphant        | Zámbori Soma    |
| Bowman                                | Cliff Curtis            | Koncz István    |
| Mai Lihn                              | Maggie Q                | Schell Judit    |
| Lucy McClane                          | Mary Elizabeth Winstead | Szinetár Dóra   |
| Varázsló / Frederick "Freddy" Caludis | Kevin Smith             | Scherer Péter   |
| Molina                                | Zeljko Ivanek           | Katona Zoltán   |
| Trey                                  | Jonathan Sadowski       | Hujber Ferenc   |
| Del                                   | Chris Palermo           | Pálfai Péter    |
| Russo                                 | Yorgo Constantine       | Betz István     |

## Történet
Az elmúlt néhány évben az idősödő John McClane elvált feleségétől, Hollytól és eltávolodott lányától, Lucytól, de továbbra is a New York-i rendőrség tagja. Egy alkalommal egy fiatal hacker, Matt Farrell őrizetbevételére indul, s megtapasztalja, milyen egy modern terroristatámadás, mikor elakad a forgalmi dugóban. Thomas Gabriel vezetésével egy csapat hacker lecsap az Amerikai Egyesült Államok sebezhető számítógéphálózatára, s szisztematikusan kapcsolják le azt, kezdve a közlekedési lámpák rendszerével. Ahogy a bankhálózatok és a tőzsde kerül sorra, az indexek összeomlanak és Amerika gazdasága megbicsaklik. Mint mindig, McClane az események közepébe csöppen. Kiderül, hogy a nemrég letartóztatott Matt számára elég világos, mit tesznek a terroristák és milyen lépésekre van szükségük céljuk eléréséhez. A kifinomult bűnözőknek szinte megdönthetetlen tervük van az ország meggyengítésére, ám nem számoltak azzal, hogy egy vén róka rendőr és egy számítógépzseni kompániája rájön dolgaik menetére. McClane és Farrell bűnüldöző párosa rövidesen áthág minden akadályon és szemtől szembe kerül a terroristákkal, remélve, hogy kitalálják tettük motivációit, s hogy megállítják őket, mielőtt az egész nemzet térdre rogy a függetlenség napjának évfordulóján.

## Háttér
Len Wiseman, akinek legismertebb munkái az Underworld és az Underworld: Evolúció, kapta meg a rendezői feladatot. 2006. augusztus 3-án az USA Todaynek adott interjújában Wiseman elmondta, hogy McClane kivételével egyetlen korábbi szereplő sem fog visszatérni. Korábban valószínűnek tűnt, hogy John McTiernan, a Drágán add az életed! és a Die Hard – Az élet mindig drága rendezője visszatérne posztjára, azonban akkortájt börtönbüntetés elé nézett hamis tanúzás miatt.
McClane lánya fontos szerepet kap a filmben (ezen ötlet már a harmadik résznél is felmerült, de végül a Die Hard: Vendetta videójátékhoz használták fel). Egyes spekulációk szerint Bruce Willis lánya, az eredeti Die Hard bemutatójának évében született Rumer volt az első számú jelölt Lucy McClane-nek. Jessica Simpson, Wafah Dufour és Britney Spears is meghallgatáson járt a szerepért; Paris Hilton neve is szóba került, illetve Taylor Fry, aki az első részben, 1988-ban játszotta Lucyt. Mary Elizabeth Winstead kapta meg végül a lehetőséget az új epizódban.
A film sztorija egy korábbi, WW3.com című szkripten alapszik, ami David Marconi, A közellenség forgatókönyvírójának munkája. John Carlin a Wired magazinban megjelent „A Farewell to Arms” című cikkét felhasználva Marconi megalkotta a forgatókönyvet az USA elleni internetes terrorista-támadásról. A 9/11-es támadást követően a projektet jegelték, s csak néhány év múlva tértek vissza rá, amikor is Doug Richardson átírásával a Die Hard 4 forgatókönyve kerekedett belőle, végül Mark Bomback tollából.
Willis közölte 2005-ben, hogy a film a Die Hard 4.0 címet kapja, mivel számítógépek körül forog. Ennek ellenére az IGN későbbi értesülése szerint a produkciót Die Hard: Resetre keresztelték. A 20th Century Fox később bejelentette a Live Free or Die Hard (a film magyar címének tükrében nagyjából úgy fordítható, „Élj szabadon vagy add drágán az életed”) nevet és a bemutató időpontját 2007. június 29-ére tűzte ki, a forgatás 2006. szeptemberi kezdésével. A cím New Hampshire állam mottóján alapszik („Live Free or Die” – „Élj szabadon vagy halj meg”), ami egy John Stark tábornoktól való idézetből eredeztethető. A nemzetközi előzetesek a Die Hard 4.0 címet használták, tehát az Amerikán kívüli piacokon a film e cím alatt került a mozikba, valószínűleg azért, mert a közönség nagy része nem rendelkezik ismeretekkel az utalás felismeréséhez.
A Die Hard 4.0 – Legdrágább az életed forgatása a Maryland államban található Baltimore belvárosában kezdődött meg 2006. szeptember 23-án. Willis 2007. január 24-én sérülést szenvedett egy verekedős jelenet felvétele során, amikor is jobb szeme felett megrúgták. Az esetet „semmi komoly”-ként aposztrofálták, s miután Willis ellátogatott egy orvoshoz, a nap hátralévő részét otthon töltötte.
Bruce Willis dublőre, Larry Rippenkroeger ellenben súlyosan megsérült, mikor kb. 10 méter magasságból a járdára zuhant. Arccsont- valamint csuklótörést szenvedett mindkét karján; a forgatást emiatt ideiglenesen felfüggesztették. Willis értesítette Larry szüleit, s több alkalommal meglátogatta őt a kórházban.

## Korhatár-besorolás
A Die Hard-filmek mindhárom korábbi része R (17 éven aluliaknak szülői felügyelettel) korhatár-besorolást kapott az MPAA-tól. A Die Hard 4.0 – Legdrágább az életed azonban némi visszhangot váltott ki ezügyben, ugyanis úgy vágták, hogy a PG-13-as kategóriába sorolhassák (13 éven aluliaknak szülői kísérettel ajánlott). Bruce Willis emiatt igencsak megharagudott a stúdióra és azt nyilatkozta a Vanity Fairnek, „Igazán szerettem volna, ha ez a rész mindenben felér az elsőhöz, amiről úgy vélem, az egyetlen igazán jó epizód. Ez a fajta stúdiódöntés egyre gyakoribbá válik, mert nagyobb közönséget akarnak elérni. Már majdhogynem bátor dolog egy filmnek R besorolást adni manapság. De még így is egy egészen kemény, ütős film.” Willis később megerősítette a PG-13-as korhatárt, de azt is elmondta, ha nem tudná a néző, hogy nem R-es, nem is sejtené, mert az akció és intenzitás itt is megvan, noha a „fuck” („bassza meg”) szó ritkábban hangzik el benne. Emellett azt állította, ez a legjobb a négy film közül. „Hihetetlen. Épp a múlt héten láttam. Jobb, mint az első. Én személy szerint azt hiszem, jobb, mint az első rész.”
Magyarországon a film 16-os karikát kapott a Nemzeti Filmiroda Korhatár Bizottságától, vagyis ugyanabba a kategóriába esik, mint az előző három rész.

## Fogadtatás
Több mint 180 véleménynyilvánító értékelése alapján 80%-on áll a film megítélése a Rotten Tomatoes oldalán, azzal a konszenzussal, hogy a film „egy hatásos, akciódús nyári popkornmozi”. Bemutatója hétvégéjét követően a Die Hard 4.0 felkerült az IMDb 250 legjobb filmje közé 8,4 csillagos szavazatátlagával, azonban a voksok szaporodásával csökkent ez az érték, így kiszorult a listáról, de értékelése az első rész után a legmagasabb a tetralógiában.

### Mozibevételek
A június 27-én, szerdán mozikba került film két nap alatt 15 millió dollárt hozott Észak-Amerika mozipénztárainál, melyből a nyitónap 9,1 milliót számlál. Ezt követte egy 33,4 milliós hétvége, majd az akciófilmektől szokatlanul jó bevételcsökkenési arány, így négy hónapos műsoron tartása alatt a film 134 millió dollárt gyűjtött, amivel – inflációt nem számítva – a Die Hard-széria legtöbbet hozó darabjává vált. Ha belekalkuláljuk a jegyárnövekedést, a film az utolsó a sorban, de csak kevesebb, mint 5 millió dollárral elmaradva az első epizódtól.
A produkció a világ többi részén is hasonló sikernek örvendett, az akciófilm műfajának keretein belül jó eredményeket ért el; 248 millió dollárnak megfelelő összeggel állapodott meg, ami – az inflációt újfent nem számítva – 13 millióval marad el a széria nemzetközileg legsikeresebb részétől, Az élet mindig drágától. A legnagyobb érdeklődés Japánban és az Egyesült Királyságban mutatkozott a 2007-es folytatás iránt, a két ország kombinált bevétele meghaladja a 60 millió dollárt.
Magyarországon a film kiválóan szerepelt. Az első hétvégét követően országosan már 63 ezer néző látta, s az érdeklődés iránta – a hetente érkező blockbuster-konkurensek ellenére is (Transformers, Harry Potter és a Főnix Rendje) – csak lassan csökkent. Budapesten négy nap alatt 32 121 jegy kelt el rá (a szerdai nyitónappal együtt 40 358), ami ugyan elmarad Az élet mindig drága 1995-ös, 52 298 nézős eredményétől, de közel hét éve a legjobb adat Bruce Willis karrierjében. Len Wiseman filmjét végül 257 404 magyar tekintette meg, ami 253,9 millió forintos bevételt jelent, s egyben az év hetedik legnézettebb filmjének járó helyezést.

## Érdekességek
- McClane-t és Farrellt egy Johnson nevű Szövetségi Nyomozóiroda-ügynök kíséri a film egyik jelenetében. Ez utalás az első részre, amiben szintén szerepelt két Johnson ügynök is, akiknek semmi közük nem volt egymáshoz.
- Az előzetesben hallható Beethoven kilencedik szimfóniájának, közismert nevén az Örömódának a rockosított változata. Ez a szerzemény eredeti változatában felcsendül az első részben, mikor a terroristák belépnek a Nakatomi-toronyba.
- Az előkészületek alatt és korai értesülésekben Matt vezetékneve Foster volt, de a filmben már Farrellnek hívják. Hasonló a helyzet Thomas Gabriellel is, aki Greg Pope-ként volt feltüntetve előzetesen.
- A Gears of War című videójáték kétszer tűnik fel a film során. Először egy fiatal hacker játszik vele, később pedig a Varázsló „parancsnoki központjában” jelenik meg.
- Farrell sokat panaszkodik mennyire èhes.A BMW el lopása közben nem veszi èszre a kesztyűtartóban lèvő Snickers-t